# Tommy Jarvis
Thomas "Tommy" Jarvis è un personaggio fittizio della serie di Venerdì 13. Tommy è noto nella serie per essere uno dei personaggi più ricorrenti, apparso in ben tre titoli di seguito (Venerdì 13 - Capitolo finale, il terrore continua e Jason vive) e per essere il degno rivale di Jason Voorhees che ha sconfitto tre volte (includendo anche l'impostore).

## Biografia
Figlio di Malcolm e Tracy Jarvis, Tommy cresce con la madre divorziata e la sorella Trish in una zona vicino a Crystal Lake. Si sa poco sulla sua infanzia, ma si è a conoscenza che ha sviluppato un interesse particolare sui trucchi e le maschere di mostri. Il 13 luglio del 1985, Tommy ha il suo primo incontro con Jason. Dopo che il serial killer si era ripreso dall'accettata in testa da parte di Chris Higgins, Jason riprende ad uccidere presso la zona del lago, cominciando con gli inquilini della casa accanto ai Jarvis e la stessa Tracy. Rimasti solo i due fratelli, Trish combatte coraggiosamente contro Jason affinché Tommy possa scappare, ma il ragazzo, sfruttando alcune sue conoscenze su Jason, si maschera nel giovane assassino e gli chiede di fermarsi, riuscendo nell'intento. Approfittando di questa distrazione, Trish smaschera con un colpo di machete Jason, rivelando il suo deforme volto, poi Tommy gli dà il colpo di grazia ficcandogli la lama accanto all'occhio sinistro, apparentemente uccidendolo, ma vedendolo muoversi ancora, Tommy continua a prenderlo a colpi di machete ripetutamente finché Jason smette di muoversi.
Stando poi ai nastri di Tommy e Pamela in Friday the 13th: The Game e al film iI terrore continua Jarvis ha subito un trauma psicologico da quell'esperienza, finendo da un ospedale psichiatrico all'altro (tra quelli citati nel gioco ci sono pure il Glen Echo, lo Smith's Grove e addirittura l'Istituto Mentale di Westin Hills a Springwood dove è stato pure ferito da Freddy Krueger). Nel 1990 viene trasferito al Pinehurts Halfway, dove viene ucciso un paziente il cui padre, il paramedico Roy Burns, decide di vendicarsi su tutti quelli presenti nei dintorni travestito da Jason. Di principio, il Pinehurts non ha comunque aiutato Tommy, che ha sviluppato una personalità chiusa e un lato molto combattivo e violento. Inoltre, il ragazzo continua ad avere allucinazioni sul vero Jason Voorhees. Dopo aver fermato e ucciso Roy, Tommy viene portato in ospedale per le ferite subite e sogna di diventare il nuovo assassino di Crystal Lake con il fantasma di Jason che gli offre il suo machete e la maschera di Roy. Mentre il film si conclude con Tommy-Jason in procinto di uccidere la final girl Pam, i diversi libri e il videogioco hanno confermato che si è trattato di un sogno e che Pam sta bene. Inoltre il gioco conferma che sua sorella ha chiuso i contatti con il fratello prima degli eventi di Parte 5.
Un anno dopo, Tommy fugge dall'ennesimo ospedale, aiutato dall'amico Alan, con il quale parte per Crystal Lake per porre fine al suo trauma, decidendo di bruciare il cadavere di Jason. Una volta giunti al cimitero, Tommy e Alan riesumano Jason e Tommy, in un atto di sfogo, conficca nel cuore del cadavere un palo di ferro. Dopo averlo coperto di benzina e cercando dei fiammiferi, un fulmine centra in pieno il palo, resuscitando Jason e la pioggia impedisce a Tommy di bruciarlo. Alan, nel tentativo di aiutare Tommy a fuggire dal killer, muore e Tommy si dirige dallo sceriffo Garris di Crystal Lake (ora rinominata Forest Green per non essere associata ai Voorhees) ma questi non gli crede e lo sbatte in cella. Alla caserma, Tommy conosce Megan, la figlia dello sceriffo e, aiutato da lei, cerca di fermare Jason, che ha già mietuto altre vittime (tra cui l'incredulo Garris che aveva incolpato Tommy degli omicidi, affinché potesse essere creduto). Tommy, capendo che non può ucciderlo data la sua nuova forma zombie, decide di attirare Jason nel lago e di incatenarlo sul fondo con un macigno. Jason si rivela alquanto furbo e non casca subito nella trappola di Tommy, ma il ragazzo riesce a mettergli al collo la catena, ma il mostro lo porta giù con sé. Megan corre in soccorso di Tommy e, dopo aver spaccato il collo a Jason con l'elica di una barca a motore, recupera Tommy e lo rianima con la respirazione bocca a bocca. Tommy è finalmente guarito dal suo PTDS e torna a vivere una vita normale.
Tommy non ricompare più nella serie cinematografica né verrà citato ulteriormente tranne che nel flashback di Venerdì 13 parte VII - Il sangue scorre di nuovo (sebbene fosse previsto una sua iniziale apparizione in alcune prime sceneggiature di Jason va all'inferno e Freddy vs. Jason), tuttavia, l'attore Thom Mathews, che lo aveva interpretato in Parte 6, riprende il ruolo del personaggio in un fan-film di Venerdì 13, intitolato Never Hike Alone (Mai fare escursioni da solo), dove l'escursionista Kyle McLeod ha un incontro ravvicinato con Jason ma viene salvato da tre paramedici, tra cui lo stesso Tommy, che porta in salvo il ragazzo dal mostro che, riconosciuto il suo nemico, cerca di raggiungerlo ma lo perde di vista. L'ottobre del 2020 viene rilasciato Never Hike in the Snow, il prequel di Never Hike Alone, dove Tommy tenta di avvisare lo sceriffo di Crystal Lake del ritorno di Jason (presumibilmente dopo gli eventi di Freddy vs. Jason), ma lo sceriffo è una sua vecchia conoscenza: Rick Cologne, il vice dello sceriffo Garris (anche lui interpretato dallo stesso attore del film, Vincent Guastaferro), che arresta Jarvis. L'anno seguente esce l'ultimo capitolo Never Hike Alone 2, dove Jarvis e tutti coloro coinvolti in questo film riescono a mettere fine alla vicenda portando Jason nel lago un'ultima volta. Thom riprende il ruolo di Tommy in un breve cameo nel video musicale Social Mediasochist II, durante il sogno di Jason, la cui apparizione lo riporta alla realtà.
Nel videogioco, Thom Mathews riprende il ruolo di Tommy per le sue animazioni (così come Kane Hodder aveva ripreso il ruolo dei Jason) ma le voci sono quelle di Chris Niosi. Il personaggio è giocabile solo se uno degli animatori ha chiamato Tommy e se qualcuno è morto o fuggito. Tommy arriva nella partita già munito di spray medico, coltellino, walkie talkie, mappa e fucile. Inoltre, se un'animatrice femmina ruba il maglione di Pamela e Jason è senza maschera, Tommy potrà ucciderlo non appena l'animatrice-Pamela intima a Jason di fermarsi e qualcuno ferisce Jason, permettendo a Tommy di dargli il colpo di grazia con un machete o un'ascia (facendo riferimento al secondo, terzo e quarto film). Come già alluso, per le cabine saranno nascoste alcune cassette con interrogatori da parte di Pamela e Tommy che rivelano del loro passato, e si scopre che nessuno ha creduto al suo incontro con Jason in Parte 6, credendo si trattasse di un altro tipo in maschera come Roy. Quest'ultimo dettaglio è anche menzionato nel fumetto Freddy vs. Jason vs. Ash, in cui si scopre che la gente non crede che Jason sia realmente resuscitato e, più semplicemente, quelli avvistati sono semplici imitatori in maschera.
Tommy fa un'ultima apparizione nel seguito del sopracitato fumetto: Freddy vs. Jason vs. Ash: The Nightmare Warriors. Dopo che Ash Williams ha fermato la neo alleanza dei due mostri e ha confinato Freddy nel Necronomicon, che la signora Voorhees usò per assicurarsi che Jason non morisse annegato, Ash e altri suoi amici sopravvissuti nei diversi film di Nightmare e Venerdì 13, vengono attaccati dal redivivo Jason ma sono salvati in tempo da Tommy, che Ash lo dichiarerà leader dei "Sopravvissuti". Alla fine, Tommy, assistito da Stephanie, nipote di Jason, fermerà il mostro decapitandolo, ma ritornerà grazie alla benedizione della madre in tempo per gli eventi di Jason X. In un riassunto del fumetto da parte di Dead Meat, con tanto di doppiaggio di alcune vignette, Thom torna a doppiare il suo personaggio.

## Curiosità
- Nei primi film di Venerdì 13 sono mostrate più volte alcune scene dei precedenti titoli. La "trilogia di Jarvis" non fa eccezione, facendo riferimento a quando il ragazzo uccise il mostro in Capitolo finale. Tuttavia, la parte di Tommy in cui gridava ripetutamente "Muori!" non è mai stata doppiata in italiano nel film, differentemente dalla parte di Trish che urla il suo nome per intimargli di smetterla, ma ne Il terrore continua e in Jason vive, Jarvis ricorda le urla sue e di sua sorella, obbligando a doppiare i mancanti "Muori!", detti però da un Tommy adulto e non bambino.
- Tommy sarebbe dovuto apparire nel reboot di Venerdì 13 ma i produttori hanno deciso di escluderlo e creare una propria mitologia.
- Il nome di Tommy e la sua passione delle maschere è un richiamo a Tom Savini, truccatore e capo degli effetti speciali di diversi film della serie.